# Кириет Лунга
Кириет Лунга (на румънски: Chiriet-Lunga) е село в автономния район Гагаузия в южна Молдова. Населението му е 2279 души (2014 г.).
Разположено е на 90 m надморска височина в Черноморската низина, на 4 km югозападно от границата с Украйна и на 23 km югоизточно от град Комрат. Селото е основано през 1797 година от гагаузки преселници от Балканите.